# حوزه انتخابیه یازدهم جورجیا
حوزه انتخابیه یازدهم جورجیا یک حوزه انتخابیه مجلس نمایندگان آمریکا است که در ایالت جورجیا قرار دارد.